# That Dog (álbum)
That Dog (escrito that dog.) es el auto-titulado álbum debut de la banda That Dog, publicado originalmente como un EP en Magnatone Products en 1993 y posteriormente liberado ese año con canciones adicionales, como el primer álbum de estudio de la banda, por la discográfica 4AD en el Reino Unido. El álbum fue lanzado en los EE. UU. al año siguiente por la discográfica DGC Records. "Old Timer" sería el único sencillo del álbum, y se realizó un video musical dirigido por Spike Jonze.

## Lista de canciones
- Todas las canciones escritas por That Dog. Todas las letras escritas por Anna Waronker, excepto donde se indique.

1. "Old Timer" (Waronker/Jennifer Konner) – 2:08
2. "Jump" – 3:15
3. "Raina" – 2:12
4. "You Are Here" – 4:36
5. "Just Like Me" – 2:22
6. "She" – 2:57
7. "Angel" – 3:46
8. "Westside Angst" (Waronker/Konner) – 1:49
9. "She Looks at Me" (Rachel Haden) – 2:30
10. "Punk Rock Girl" (Waronker/Konner) – 2:07
11. "Zodiac" – 2:02
12. "Family Functions" (Waronker/Konner) – 2:20
13. "She Looks at Me (Reprise)" – 0:52
14. "Paid Programming" – 2:51
15. "This Boy" – 5:13

## Lista de canciones del EP
1. "Westside Angst" (Waronker/Konner) – 1:57
2. "Jump" – 3:15
3. "She" – 3:06
4. "Old Timer" (Waronker/Konner) – 1:56
5. "Paid Programming" – 2:51
6. "Angel" – 3:46
7. "Raina" – 2:09

## Personal
- Anna Waronker – voz principal, guitarra
- Petra Haden – voz, violín
- Rachel Haden – voz, bajo, guitarra acústica
- Tony Maxwell – batería, wah-wah
- Tanya Haden – chelo, coros en "Family Functions"
- Tom Grimley – productor, mezcla
- Chrisa Sadd – productor, mezcla
- Bob Ludwig – ingeniero de masterización (Gateway Mastering)
- That Dog – productor, mezcla, arte del álbum
- Melody McDaniels – fotografía